# Josef Malzer

Josef Malzer

Josef Malzer (* 5. Januar 1902 in Amberg; † 10. Oktober 1954 in München) war ein deutscher Politiker (NSDAP).

## Leben und Wirken
Nach dem Besuch der Volksschule und eines humanistischen Gymnasiums arbeitete Malzer bei Gemeinden und Sparkassen. Seit 1923 war er nach Angaben des Reichstagshandbuches „schriftstellerisch“ und im Verlagswesen tätig; irgendwelche Schriften Malzers sind jedoch nicht auffindbar.
Zum 22. Oktober 1926 trat Malzer in die NSDAP (Mitgliedsnummer 48.014) und im selben Jahr die SA ein. Vor 1931 fungierte er als Adjutant der Münchener-SA-Standarte I. Anschließend bekleidete Malzer, seit 1931 hauptberuflich im Rang eines Standartenführers für die SA tätig, bis 1932 den Posten des Stabsleiters des Gausturms München-Oberbayern.
Bei der Reichstagswahl vom Juli 1932 wurde Malzer für die NSDAP in den Reichstag der Weimarer Republik gewählt, in dem er in den folgenden vier Monaten als Abgeordneter für den Wahlkreis 31 (Württemberg) saß. Bei der Wahl vom November 1932 zählte Malzer zu den zahlreichen NSDAP-Abgeordneten, die ihr Mandat nicht behaupten konnten und aus dem Reichstag ausschieden. Nach vier Monaten Abstinenz vom deutschen Parlament konnte Malzer anlässlich der Wahl vom März 1933 in den Reichstag zurückkehren, dem er fortan ohne Unterbrechung bis zum Ende der NS-Herrschaft im Mai 1945 angehörte. Während dieser zwölf Jahre wurde er dreimal durch „Wahlen“ bestätigt (im November 1933, März 1936, Mai 1938). Zu den bedeutenden parlamentarischen Ereignissen, an denen Malzer während seiner Abgeordnetenzeit beteiligt war, zählte die Abstimmung über das Ermächtigungsgesetz im März 1933.
Nach der nationalsozialistischen „Machtergreifung“ führte Malzer ab September 1933 die SA-Untergruppe 85 „Oberbayern“, ab Oktober 1935 die SA-Brigade 84 „Chiemgau“ und ab Juni 1943 die SA-Brigade 82 in Amberg. Seit Januar 1934 SA-Brigadeführer, trat Malzer 1936 aus der Kirche aus.

## Zeitgenössische Literatur
- Reichstags-Handbuch IX. Wahlperiode 1933, Hrsg. Büro des Reichstages, Reichsdruckerei, Berlin 1933, S. 252.